# Mereni, Constanța
Mereni (în trecut Enghe-Mahale, în turcă Enge-Mahale) este satul de reședință al comunei cu același nume din județul Constanța, Dobrogea, România. Se află în partea central-sudică a județului, în Podișul Cobadin. La recensământul din 2002 avea o populație de 1246 locuitori.
Satul Lungeni (în trecut Uzunlar) a fost comasat cu satul Mereni în urma reformei administrative din 1968.